# П'єтро Гонзага
П'є́тро Гонза́га (повне ім'я П'є́тро ді Готта́рдо Гонза́га; італ. Pietro di Gottardo Gonzaga, фр. Pierre Gonzague; 25 березня, 1751, Лонгароне (провінція Беллуно поблизу Венеції) — 6 серпня, 1831, Санкт-Петербург) — театральний сценограф, художник-декоратор, теоретик мистецтва, архітектор і садівник.

## Етапи вивчення
Перші друковані звістки про П'єтро Гонзагу з'явилися на початку 1890-х в довідкових статтях П. Н. Петрова, через 80 років забуття про художника. П. Н. Петров друкував театральні матеріали за кінець XVIII ст., у тому числі і про П. Гонзагу. Реабілітація імені і творчості художника відбулась лише в 1907–1916 рр. завдяки статтям журналу «Старые годы». Про його працю як садівника і художника-декоратора сповістили мистецтвознавці В. Я. Курбатов (1878—1956) та С. П. Яремич (1869—1939). На початку 20 століття Олександр Бенуа та Ігор Грабар внесли довідки про П'єтро ГонзаГу в друковані історії російського мистецтва. Два альбоми з ескізами ГонзаГи придбав Половцов і згодом передав їх до бібліотеки Училища технічного малювання Штіглица. Розрізнені листи потрапили в приватні зібрання колекціонерів Платера, С. Боткіна, О. Бахрушина. Частка придбана в антикварів чи букіністів.

## Життєпис

### Ранні роки і навчання
П'єтро Гонзага народився в містечку Лонгароне і мав досить просте походження. Його дід був чоботарем. Батько, Франческо Гонзага, був провінційним художником-декоратором, що малював орнаменти та пейзажі. Вісімнадцяте століття було століттям захоплення театром. Не оминув цієї пристрасті і молодий П'єтро, котрий прагнув стати актором. Поміркований і обережний батько був проти, юнака переконали стати військовим. Він навіть став учнем інженерно-військового училища. Але в справу втрутився випадок.
Місцевий дворянин отримав 1767 р. у спадок театр Оніго в Тревізо і почав його перебудову та переоснащення. Запросив створити нові декорації художника Карло Бібієна, родича самого Фердинанда Бібієни. Маестро створив проєкти перебудов, наглядав за їх виконанням і виконав типовий набір театральних декорацій для провінційного театру — фантазійні площі міст, палацові зали, таверни, печери, храми та сади-пейзажі, неконкретні і гідні для будь-якого репертуару. Справ багато і були потрібні помічники. У помічники до Карло Галлі Бібієни і потрапив молодий П'єтро. Він був вражений пишною зустіччю, яку влаштували Карло Бібієні прихильники театру, знаками пошани і дарунками грошей тощо. Так вирішилась його доля. Він забажав стати тільки театральним художником. Це не акторська доля, але завдяки декораторській майстерності П'єтро міг відтепер не розлучатися з театром. Тепер не був проти і батько.

## Наполегливість і зустрічі
1769 р. 17-річного хлопця перевезли у Венецію заради художнього навчання. П'єтро Гонзага мешкав і навчався у Венеції три роки, знав твори венеційців Доменіко Фоссаті і Антоніо Каналетто. Його першим вчителем був Джузеппе Моретті, а перспективу викладав Антоніо Візентіні.
Дорослим він перебрався в Мілан, де став помічником в майстерні братів Галліарі. П'ять років в майстерні Галліарі не пройшли дарма, він став майстром. 1772 р. датують перші самостійні твори Гонзага в театрі. 1778 року в Мілані відкрито театр «Ла Скала», куди П'єтро Гонзага запросили на працю. Зростання його майстерності обумовило широку славу, тому він почав виконувати декорації і для інших театрів в містах Кремона, Мантуя, Генуя, Парма. Всеіталійське визнання йому принесла театральна завіса з реалістично відтвореним фасадом театру «Ла Скала». Такого ще не знала театральна практика ще барокової тоді Італії. Уславленого художника 1780 р. запросили до папського Рима, де він створив декорації до вистави «Іоланта та Теодоро». Схвальні відгуки прихильників театру і римських художників, серед яких був і Помпео Батоні, лише закріпили авторитет нової театральної зірки.
На П'єтро Гонзага почалась справжня мода. Він разом із помічниками створював до тридцяти комплектів декорацій на рік.

### Запрошення на працю в Петербург
П'єтро Гонзага покинув Італію напередодні її захоплення вояками Наполеона. Можливо, тривожні звістки про захоплення в інших країнах і прискорили рішення Гонзага покинути батьківщину заради спокійної праці і заробітку.
Точної дати прибуття художника в російську столицю не знайдено. Ймовірно, це відбулося наприкінці 1780-х. До переїзду уславленого італійського театрального художника мав причетність архітектор Джакомо Кваренгі (1744—1817). Митець, італієць за походженням, причарував імператрицю Катерину II і став царським архітектором, він же отримав право обирати за власними вимогами потрібних в справі майстрів. В 1780-ті роки він якраз закінчував побудову Ермітажного театру. Постало питання про театрального художника для припалацового театру.
У Петербурзі вже працювало декілька театральних художників-італійців. Спочатку це був Джузеппе Валеріані. По смерті Валеріані тридцять років працював Франческо Градіцці. Дослідники припускають, що саме Джакомо Кваренгі припало на думку запросити в Петербург уславленого вже в Італії декоратора, знаного в Мілані, Венеції, Римі. Кваренгі листувався з італійцями, серед яких був і скульптор з Мілана  Джузеппе Франкі… Є також відомості, що перед прибуттям в Петербург П'єтро Гонзага відвідав родичів Джакомо Кваренгі в місті Бергамо. Ініціативу царського архітектора міг цілком підтримати і директор імператорських театрів князь М. Б. Юсупов, котрий став пізніше ще і меценатом П'єтро Гонзага.

### Обслуга незграбного репертуару

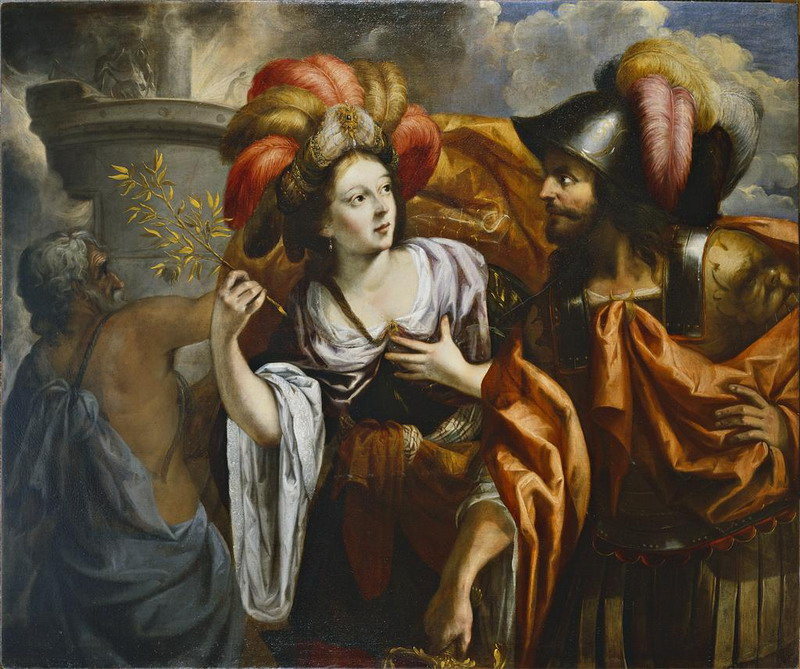
Франческо Кайро. «Сивілла Кумська чаклунською гілкою забезпечує безпечний шлях Енею»

З висоти знання ХХ століття стає зрозумілим, який незграбний репертуар був вимушений обслуговувати П'єтро Гонзага. На театральних сценах розігрували фантазійні сюжети, де персонажі швидко переносились то до саду бароко, то в дивовижну печеру, то в пишну палацову залу. Також швидко мінялись біографічні подробиці персонажів, що з рабів могли стати царями, а служниці — дружинами вельмож. Трагедія Шекспіра під зухвалим пером лібретиста могла закінчуватись весіллям Ромео та Джульєти, аби не псувати настрою вельможної публіки. Над сценою літали боги, чудовиська чи янголи, миттєво руйнувалися велетенські споруди, з пари та диму виринали страхітливі потвори тощо. І жінки, і чоловіки-актори носили особливі театральні спідниці, котрі збільшували силует персонажа на сцені в тьмяному тодішньому освітленні. Дивовижними були і театральні костюми, виконані з яскравих тканин та рясно прикрашені бутафорськими коштовностями. Сивіла Кумська могла мати оксамит і атлас, якого ще не було в античні часи, як і кольорового страусового пір'я в зачісках і на капелюшках. На всьому лежала печатка естетики пишного пізнього бароко, котре міцно утримувало власні позиції в театральній практиці класицизму.
Фантазійні сюжети та разюче мінливі біографії персонажів п'єс спонукали до появи типових декорації — кожний театр мав якусь колекцію декорацій з печерою, з палацовою залою, з мавзолеєм тощо. Вони використовувались вдруге-втретє і переходили з вистави в виставу відповідно до сюжету. Це здешевлювало витрати на декорації. На створенні нових декорацій могли економити, широко використовували копії. Російський художник-декоратор І. Іванов, що працював в московських театрах, часто старанно копіював вже створені Гонзага декорації
Були випадки, коли російські театральні декоратори використовували готові, чужі композиції (вплив велетенських споруд з гравюр Піранезі мають навіть ескізи і декорації П'єтро Гонзага). Популярним мотивом стала «Антична купальня» з картини італійця Антоніо Джолі. На картині з води вискакували дві оголені жінки, коли до них наблизився вояк на човні. Композиція переходила з однієї декорації на іншу, мінялися лише деталі, додатки чи тло. Відомий її варіант, датований 1790 роком, котрий належить кріпаку-декоратору Шеремєтєва — Семену Калініну (Палац в Останкіно, зібрання музею-садиби).

## П'єтро Гонзага як архітектор

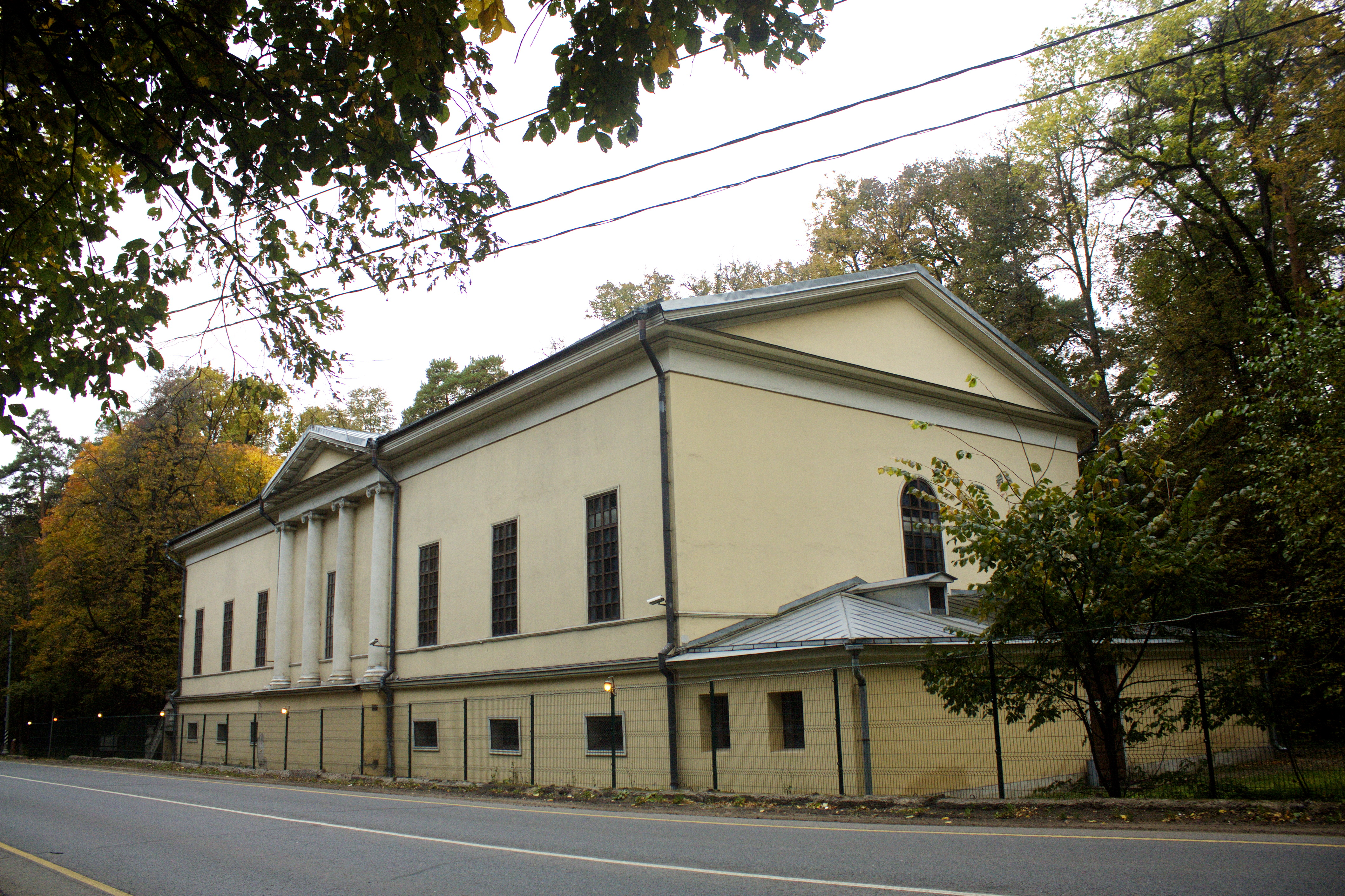
Театр Гонзага в Архангельському

Можливо, П'єтро Гонзага найбільше постраждав від заздрості і конкурентної боротьби між петербурзькими архітекторами. В той час в столиці Російської імперії на зламі XVIII-ХІХ століть успішно працюють Чарльз Камерон та Джакомо Кваренгі, Тома де Томон та Луїджі Руска, росіяни Андрій Вороніхін, Андріян Захаров. У другій столиці, Москві, активно будують Франческо Кампорезі, Осип Бове, низка другорядних російських архітекторів, серед яких і кріпаки. П'єтро Гонзага уславився як художник-декоратор та сценограф, тому його претензії на будівельну практику розглядались невиправданими як архітекторами, так і вельможними замовниками, головними споживачами унікальних столичних проектів. Винятком став князь М. Б. Юсупов (1751—1831).

### Театр в садибі Архангельське

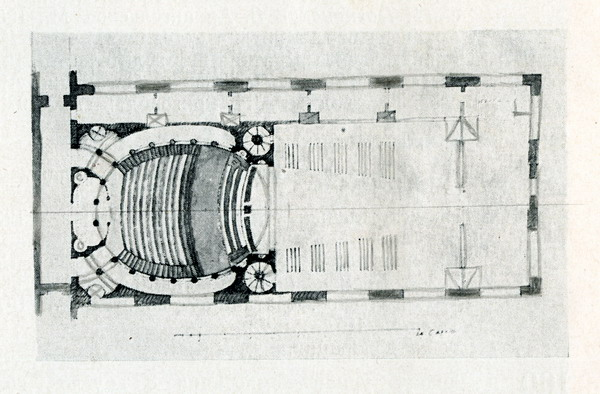
Садибний театр. Архангельське, план.

Ще 1810 року Юсупов придбав у Голіциних садибу Архангельське під Москвою. Посада директора імператорських театрів сприяла облаштуванню в Архангельському і садибного театру. Первісний проект палацу француза Ж. де Герна не передбачав театральної зали поряд з палацовими залами. Тому театр в Архангельському облаштували в окремому приміщенні через дорогу від палацу.
Театр в Архангельському — дерев'яний, видовжений блок, потинькований і розфарбований в два кольори, аби приховати його дешевий матеріал. Ззовні дотримана стилістика дуже спрощеного класицизму, позбавленого декору. Дах простий, двосхилий. Лише один торець споруди прикрашений сходами і вхідним порталом. Але всі складові театральної споруди тут були — театральне фоє, обхідна галерея, партер, ложі в два яруси, як в звичному тоді приватному театрі.
Зовнішньо мало привабливе, одноповерхове приміщення надзвичайно контрастувало з його багатим інтер'єром. Невеличка театральна зала була прикрашена могутніми колонами, в проміжках яких створені невеликі глядацькі ложі. Майстерне використання заокруглених ліній і винятково приємних пропорції ще яскравіше використане в проекті самого П'єтро Гонзага. Але причетні до реалізації Й. Бове та бригада теслярів дещо спростували проект. Партер оточує рустований подіум, на який спираються величні колони. Головну архітектурну тему глядацької зали продовжувала театральна завіса, створена самим П'єтро Гонзага. Але виконана завіса більш віртуозно і пишно, наче це ще одна палацова зала далі. Використання ілюзорної перспективи в завісі і в декораціях ще поглибили враження від театрального простору. Глибина сцени, як і глядацької зали, дорівнювала дванадцяти (12) метрам. Театр тільки но встигли облаштувати, як він став московською сенсацією. Садибний театр уславився більше, ніж театр в палаці Юсупова в Москві. Згодом за спорудою закріпилась назва — Театр Гонзага.

### Парковий павільйон Пиль-вежа

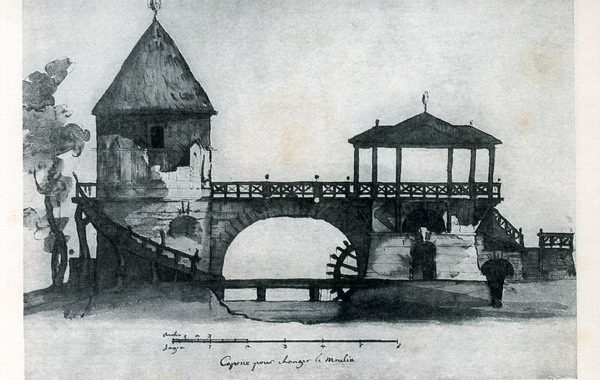
Пиль-вежа, проект. Театральний музей імені Бахрушина, Москва.

Пиль-вежа в Павловському парку була побудована за проектом архітектора Вінченцо Бренна, як помилково стверджують деякі довідники. Але в збірках Театрального музею імені Бахрушина зберігається проект Гонзага з масштабом і підписом, що це вежа, поєднана з водяним млином. Точно відомо, що Гонзага підсилив романтичний характер паркової споруди стінописами, що ілюзорно відтворювали руїновані стіни, білий декор лиштви, шматки погано збереженого тинькування на стінах. Романтичний характер поруди підсилював солом'яний дах і ручай, на березі якого і вибудували парковий павільйон. Мініатюрна споруда яскраво відбила віртуозну працю художника, здатного працювати з надто дешевими матеріалами. Але економія кошторису була такою значною, що на відтворення млина не вистачило грошей. Піднятися на вежу можна було заокругленими сходами, що спирались на мур самої вежі. У контраст із обдертими фасадами вежі інтер'єр вражав розкішною драперією та меблями. Плафон для інтер'єру виконав художник Я. Меттенлейтер. Над дверима встановили ще одну картину Меттенлейтера з іграми амурів. Салон з рожевим декором освітлювали вікна, був створений навіть камін. У приміщенні були зручні дивани і невелика кількість книжок для прихильників гуляти парком і усамітнитися в павільйоні. Пиль-вежа постраждала під час захоплення Павловська фашистськими загарбниками і була відновлена в повоєнні роки. Стінописи за ескізами П'єтро Гонзага відновлені лише в 1971–1972 рр. бригадою художників під керівництвом Я. Казакова та Л. Любимова.

### Стінописи «Галерея Гонзага»

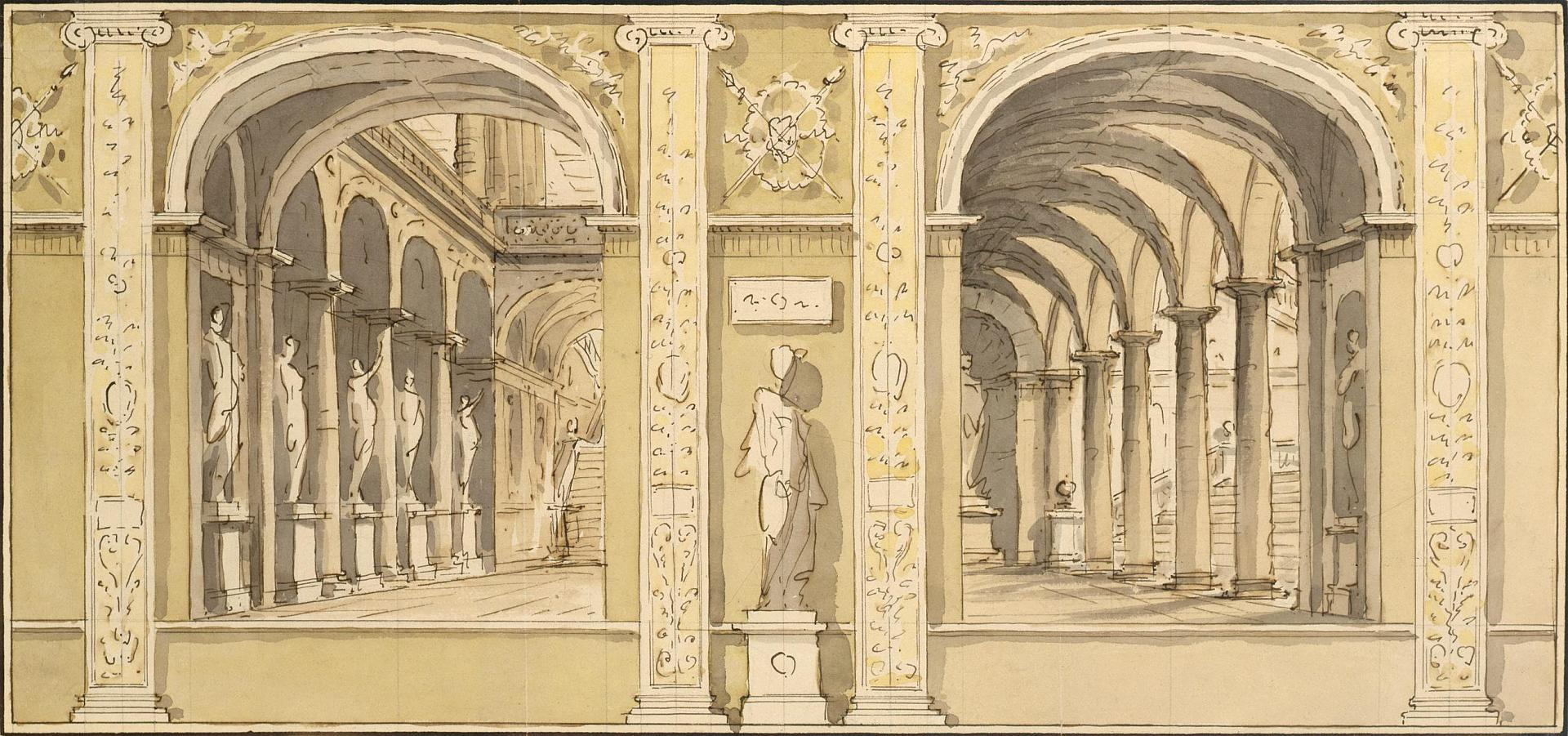
Стінописи для Павловського палацу, ескіз.

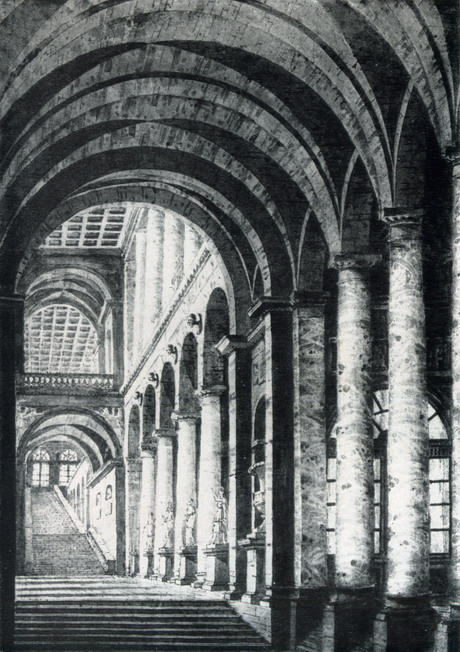
Галерея Гонзага, ескіз фрески. Держ. Російський музей.

Як художник-фрескіст П'єтро Гонзага був використаний ще в Італії. Під час праці над театральними декораціями в театрі міста Парма він отримав замову на ілюзорний стінопис в палаці Вентурі-Пітореллі (не збережені).
Стінописи і фрески передували в Павловську його праці як архітектора. Плафони на стелях були створені в 1798–1799 роках. Особливо вдалим був плафон на стелі Прохідного кабінету. Сміливий ракурс і віртуозні перспективні скорочення зробили розпис Прохідного кабінету шедевром декоративного живопису. Архітектурні деталі, вимальовані пензлями Гонзага, близькі за характером декору автора Павловського палацу Чарльза Камерона і палладіанству.
Більш самостійним був Гонзага в стінописах на зовнішніх стінах палацу, де засобами ілюзорного живопису створив справжній світ неіснуючих зал, портиків, аркад зі скульптурами і дивовижних галерей. Вражаючими були і імітація природних та штучних мармурів, декору в техніці гризайль, і неіснуючих вікон, колонад, стель з кесонами і галерей. Захоплення від ілюзорних стінописів П'єтро Гонзага відбилося як в назві (сучасники називали їх «Галерея Гонзага»), так і декорі реальної архітектури. При перебудові споруди архітектор Карло Россі створив над фресками припалацову бібліотеку. Бажаючи укластися в стилістику стінописів, запропонованих Гонзага, він використав майже той же декор і на фасаді цієї бібліотеки.

## Мови
П'єтро Гонзага майже сорок років прожив в Російській імперії, але спілкувався та писав листи тільки французькою. Його підпис французькою — Pierre Gonzague. Використовував також венеційський діалект італійської.

## Родина
Був одружений. Дружину звали Генріетта. Подружжя мало єдиного сина Паоло (Павла Петровича Гонзага, 1794–1877), теж театрального декоратора, котрий зберіг і продав два альбоми з ескізами батька меценату Олександру Половцову (1832—1909).

## Портрет
Не збережено жодного достовірного портрета художника. Невідомо, чи робив він і автопортрети. В молоді роки він штудіював малювання людських фігур, але вони не були портретами. П'єтро Гонзага помер в Петербурзі під час епідемії холери і був похований на Волковому кладовищі.

## Теоретичні твори
П'єтро Гонзага залишив декілька теоретичних творів, серед яких:
- «Музика для очей і театральна оптика», перший друк 1800 р.,
- «Відомості моєму керівникові», перший друк 1807 р.,
- «Про почутя, смак та прекрасне»,
- «Примітки про побудову театрів, створені театральним декоратором» (два останні — коротенькі)[11].

«Примітки про побудову театрів, створені театральним декоратором» виділяють тому, що вони мають дещо автобіографічний характер, без розповіді власної біографії, але з описом власного становлення як театрального художника і викладенням власного досвіду фахівця, котрий добре знав тогочасний театр зсередини.

## Доля творчого спадку

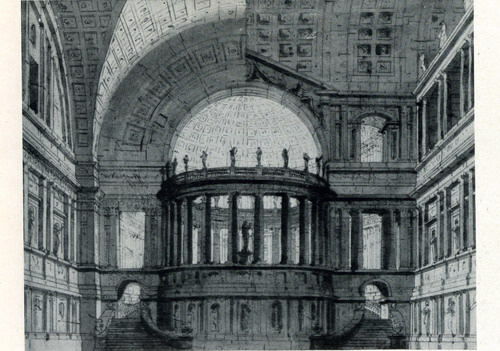
П. Гонзага. Храм Аполлона з двома варіантами склепінь.

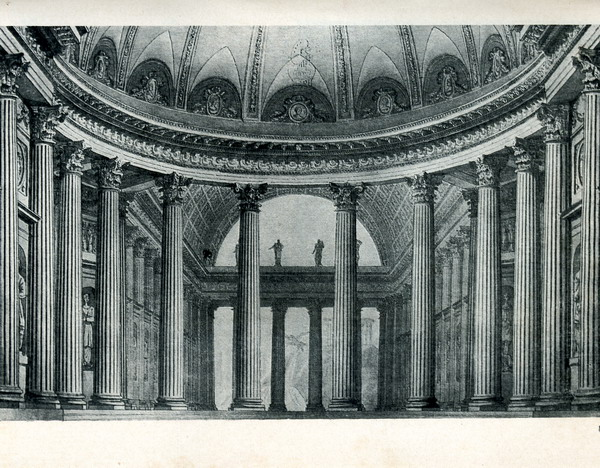
П. Гонзага. Колонна зала. Ермітаж.

По смерті П'єтро Гонзага його забули майже на вісімдесят років. Відродження зацікавленості в творчому спадку театрального художника прийшло лише на зламі ХІХ-ХХ ст. і було обумовлене зростанням зацікавленості в історії театра, в хвилі нового захоплення ним і в виникненні ретроспективних тенденцій в культурі Петербурга (див. «Світ мистецтва»).
Але вісімдесят років забуття не пройшли для творів дарма. Театральні декорації нищили часті пожежі. До справи знищення спадку Гонзага приклали руки ідейні противники і заздрісники померлого майстра, які знайшли для нищення його творів і час, і ентузіазм. Особливу роль зіграв театральний художник Андреас Роллер (1805—1891), що скористався безкарністю і різав його декораці для декору свят, а то й змивав фарби Гонзага заради нового використання змитих полотен. Кожна чергова ревізія фіксувала зникнення декорацій роботи Гонзагаа. Коли виявили причетність до знищення Роллера, того вилаяли, але це не сприяло ні збереженню декорацій, ні відновленню знищеного. Прийшов час, коли в Петербурзі не залишилось жодної театральної декорації роботи Гонзага. У сучасників і нащадків не було сформована і уява про значну мистецьку вартість декорацій взагалі. Минала вистава, театральні декорації викидали в склади і згодом розглядали їх як мотлох. У Російській імперії не існувало ще жодного театрального музею.
Але були схвальні відгуки в газетах початку XIX ст, в листах і щоденниках свідків. Їх і знайшли в архівах.
На кінець ХХ ст. найбільша частина зберігшихся ескізів належить музею Ермітаж (відділ малюнків). Перш за все це ті два альбоми зі збірок Половцова, забрані в музей 1923 р. з бібліотеки Училища Штіглица і частка розрізнених аркушів. Невеличкі збірки ескізів мають також Державний Російський музей, Державна театральна бібліотека Росії в Петербурзі, трохи в Павловському палаці-музеї і Театральному музеї імені Бахрушина, зовсім мало — в музеї історії Петербурга.
Невелика кількість ескізів зберігається в музеях і приватних збірках Італії, переважно перших двадцяти років праці художника, поодинокі зразки — в музейних збірках інших країн (Художній інститут Чикаго та ін.)
|                                             |                                                                             |                                        |                                                                                   |
| «Фантазійний готичний собор» П'єтро Гонзага | «Заглиблений мавзолей» П'єтро Гонзага, 1780-ті рр. Художній інститут Чикаго | «Фантазійна піраміда.» П'єтро Гонзага, | «Галерея перед двором замку.» П'єтро Гонзага, всі — ескізи театральних декорацій. |

### Театральні декорації в садибі Архангельське
Несподіванкою стала знахідка решток театральних декорацій в садибі Архангельське. В ХІХ ст. цей комплект декорацій для садибного театра забули і вважали зниклим. Їх залишки знайшли вже за часів СРСР в сараї, вимили від бруду і частково реставрували. Залишки розмістили в порожньому театрі. В роки війни декорації знову були пошкоджені, особливо театральна завіса роботи самого Гонзага. В повоєнні роки їх наново реставрували. Збережено лише неповні чотири комплекти, де є театральна завіса, лаштунки, арлекін, падуги. Всього існувало дванадцять комплектів, вісім з яких втрачені.
Театральні декорації для театру в садибі Архангельське були створені в 1816—1819 роках в майстернях Ермітажного театра і перевезені в Підмосков'я. Збережена та реставрована частина демонструється в самому театрі і сполучена зі збереженими театральними механізмами, що частково відтворює атмосферу колишніх вистав доби кріпацтва.
Вивчення випадково збережених матеріалів виявило як оригінали роботи Гонзга, так і численні копії та твори, виконані під впливом талановитого майстра. Вони додають відомостей про більшість знищених і зниклих творів майстра, хоча виконані без його майстерності і віртуозного колористичного хисту, такого значного у самого П'єтро Гонзага.
Для вивчення творчого спадку уславленого художника має значення і рідкісний альбом із дванадцяти гравюр, котрі виконав художник Луїджі Родос 1818 року, використавши ескізи самого Гонзага ще за життя майстра.

## Техніка виконання ескізів
Чимало зусиль витратили на дослідження техніки виконання ескізів, котру використовував художник. Зазвичай, це були туш та залізогалові чорнила, що мали коричневий тон. Коричневий тон, який так поціновували італійці, мав і бістр. Малюнки та ескізи розфарбовували аквареллю, використані чорна і різнокольорова. Ескізи розфарбовувались швидко при збереженні твердо і точно створеного малюнка. Деякі малюнки виконані майстром винятково точно зі збереженням якісно створеної світлотіні і колористичним хистом, що взагалі притаманно таланту П'єтро Гонзага і вигідно виділяє того серед художників-сучасників.

## Проблема стилю

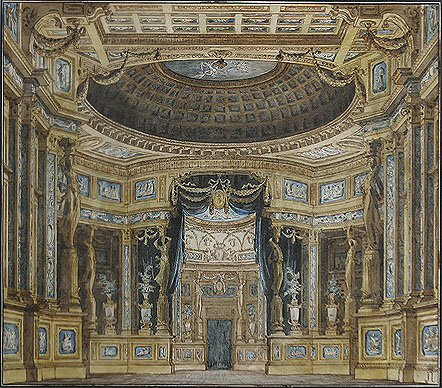
Палацова зала, ескіз 1792 р. Ермітаж.

В молоді роки художня манера П'єтро Гонзага нічим не відрізнялась від стилю пізнього італійського бароко. Це цілком логічно, враховуючи довгий вік існування бароко в мистецтві Італії та учнівство Гонзага в майстерні Антоніо Візентіні, а потім у братів Галліарі. Всі- представники італійського бароко.
Зростання майстерності і досвіду наблизили П'єтро Гонзага до стилю класицизм, твори якого і відносять до цієї стильової системи. Але індивідуальні пошуки обдарованого митця приводили його і до визнання та використання реалізму. Свідоцтвом практичного використання реалістичних об'єктів в театральних декораціях Гонзага були вигляд реального фасаду театра Ла Скала (декорація кінця 1780-х), ескізи «Млин і водоспад», «Вулиця міста», «Внутрішній дворик», широко відомий ескіз «Фасад Ермітажного театру» тощо.
Ймовірно, утому від поміркованої, холодної естетики класицизму і ампіру відчував і сам Гонзага. Тому часто і охоче звертався до романтичних течій в стилістиці класицизму — туркоманії, єгиптоманії тощо. Це було обумовлене як сюжетами п'єс незграбного репертуару («Королева Голкондська», «Александр Македонський в Індії» Керубіні, «Ревнивий старий» Ф. Алессандрі, «Невдалий шахрай» Гульєльмі, «Три султанші» Фавара), так і бажанням спробувати власні сили в незвичній стилістиці. Тому П'єтро Гонзага вважають одним із попередників стилю еклектики, котрий запанував в архітектурі в середині ХІХ століття.